# Pulverised Records
Pulverised Records es un sello discográfico independiente de Singapur fundado en 1996, el sello se destaca especialmente con las banda de géneros death metal, black metal, thrash metal. 1996 lanzó un EP de debut: Sorrow Throughout the Nine Worlds de Amon Amarth.

## Artistas
| - Amon Amarth - Bastard Priest - Crucifyre - Deranged - Dissection - Impiety - In Mourning | - Lvcifyre - Master - Thy Primordial - Vader - Watain - Whiplash |